# 证明π是无理数
18世纪60年代，约翰·海因里希·朗伯首先证明出圆周率为无理数，即不能表示成两个整数之比。在19世纪，夏尔·埃尔米特给出了不需要微积分以外的预备知识的证明方法，此后又有玛丽·卡特赖特、伊万·尼云以及尼古拉·布尔巴基等人给出更为简洁的证明。另外由拉茨科维奇·米克洛什的证明方法简化了朗伯的证明方法。这些所给出证明方法都基于反证法。
1882年，费迪南德·冯·林德曼进一步给出圆周率不仅为无理数，而且为超越数的证明。

## 朗伯的证明
1761年，朗伯通过如下所示的连分数来证明圆周率为无理数：
{\displaystyle \tan x={\frac {x}{1-{\dfrac {x^{2}}{3-{\dfrac {x^{2}}{5-{\dfrac {x^{2}}{7-\ddots }}}}}}}}}
随后朗伯证明了如果x为非零有理数则该结果必为无理数。由于tan(π/4)=1，因此有π/4为无理数，即π为无理数。

## 卡特赖特的证明
考虑如下积分：
{\displaystyle I_{n}(x)=\int _{-1}^{1}(1-z^{2})^{n}\cos(xz)\mathrm {d} z}
当n≥2时，可以通过分部积分法得到递推式：
{\displaystyle x^{2}I_{n}(x)=2n(2n-1)I_{n-1}(x)-4n(n-1)I_{n-2}(x)}
如果定义：
{\displaystyle J_{n}(x)=x^{2n+1}I_{n}(x)}
那么可以得到：
{\displaystyle J_{n}(x)=2n(2n-1)J_{n-1}(x)-4n(n-1)x^{2}J_{n-2}(x)}
另外，由J0(x)=2sin x以及J1=-4x cos x+4sin x，于是对于所有自然数n满足：
{\displaystyle J_{n}(x)=x^{2n+1}I_{n}(x)=n![P_{n}(x)\sin x+Q_{n}(x)\cos x]}
在这里Pn(x)与Qn(x)都是由正整数为系数以及常数且最高次数不超过n的多项式（依赖于n）。
令x=π/2，如果存在正整数a与b满足π/2=a/b，于是有：
{\displaystyle {\frac {a^{2n+1}}{n!}}\cdot I_{n}\left({\frac {\pi }{2}}\right)=P_{n}\left({\frac {\pi }{2}}\right)\cdot b^{2n+1}}
等式右边为整数。而由于在长度为2的区间[-1,1]时，被积函数取值范围介于0到1，于是有0<In(x)<2，另一方面：
{\displaystyle \lim _{n\to \infty }{\frac {a^{2n+1}}{n!}}=0}
于是对于足够大的n，会出现：
{\displaystyle 0<{\frac {a^{2n+1}\cdot I_{n}\left({\frac {\pi }{2}}\right)}{n!}}<1}
但在0与1之间不存在整数，矛盾，因此圆周率只能为无理数。

## 尼云的证明
此证明用到的性质为圆周率为正弦函数最小正零点。
假设圆周率为有理数，即能表示成π=a/b的形式，其中a与b都是整数且b≠0。不失一般性，假定a与b都是正整数。现给出任意正整数n，以及x为实数，定义如下两个函数：
{\displaystyle {\begin{aligned}f(x)&={\frac {x^{n}(a-bx)^{n}}{n!}}\\F(x)&=f(x)-f''(x)+f^{(4)}(x)+\cdots +(-1)^{n}f^{(2n)}(x)\end{aligned}}}
引理一：F(0)+F(π)是一个整数。
证明：对函数f展开，每项xk的系数都是ck/n!的形式，其中ck为整数，当k<n时等于0。因此，当k<n时f(k)(0)=0以及当n≤k≤2n时f(k)(0)=ck/n!，即无论何种情况f(k)(0)都是整数，于是F(0)也是整数。
另一方面，由于f(π-x)=f(x)，因此对于每个自然数k有(-1)kf(k)(π-x)=f(k)(x)，特别地即有(-1)kf(k)(π)=f(k)(0)，因此f(k)(π)为整数，F(π)也是整数，从而得到F(0)+F(π)是一个整数。
引理二：
{\displaystyle \int _{0}^{\pi }f(x)\sin x\mathrm {d} x=F(0)+F(\pi )}
证明：由于f(2n+2)为零多项式，因此有：
{\displaystyle F''(x)+F(x)=f(x)}
根据三角函数的导数有sin'=cos以及cos'=-sin，再由乘积法则得到：
{\displaystyle [F'(x)\sin x-F\cos x]'=f(x)\sin x}
又由微积分基本定理得：
{\displaystyle \int _{0}^{\pi }f(x)\sin x\mathrm {d} x=[F'(x)\sin x-F\cos x]{\bigg |}_{0}^{\pi }=F(0)+F(\pi )}
在这里用到了前面所提及的圆周率的正弦函数零点性质，即sin 0=sin π=0以及cos 0=-cos π=1。
结论：由于当0<x<π时有f(x)>0以及sin x>0（在这里是因为圆周率为正弦函数最小正零点），以及引理一与引理二说明F(0)+F(π)是正整数。又由于当0≤x≤π时有0≤x(a-bx)≤πa以及0≤sin x≤1，因此可以得到：
{\displaystyle \int _{0}^{\pi }f(x)\sin x\mathrm {d} x\leqslant {\frac {\pi (\pi a)^{n}}{n!}}}
当n足够大时，该结果将会小于1，于是有F(0)+F(π)<1，从而出现矛盾。